# Stanisław Panczakiewicz

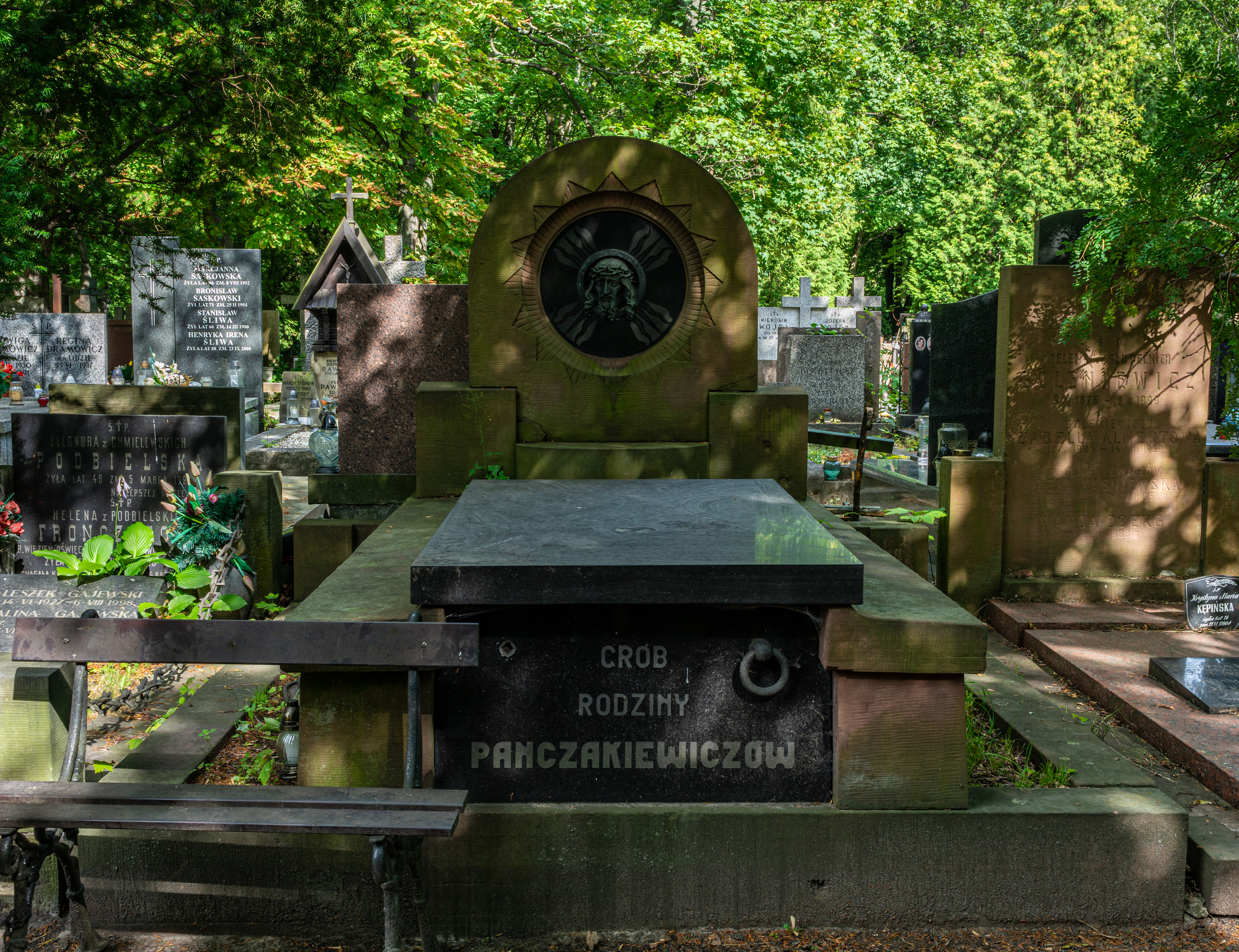
Grób Stanisława Panczakiewicza na cmentarzu Powązkowskim

Stanisław Panczakiewicz (ur. 11 kwietnia 1900 w Warszawie, zm. 8 lipca 1982 tamże) – polski inżynier, konstruktor samochodowy. Pionier designu motoryzacyjnego w Polsce.
Stanisław Panczakiewicz zaprojektował karoserię CWS T-1, pierwszego samochodu polskiej konstrukcji produkowanego seryjnie. Był autorem pierwszego w kraju nadwozia zaprojektowanego z uwzględnieniem praw aerodynamiki (Lux-Sport) i pierwszej szoferki wagonowej dla samochodu ciężarowego (PZInż 713). Współtworzył samochód Star 20, pierwszą ciężarówkę produkowaną w Polsce po II wojnie światowej, zaprojektował bryłę nadwozia Syreny, jedynego samochodu osobowego polskiej konstrukcji produkowanego seryjnie w kraju po wojnie.

## Życiorys
Od dzieciństwa interesował się mechaniką. Uczęszczał do Gimnazjum im. Staszica w Warszawie. Po wybuchu I wojny światowej przerwał naukę w 1916 by wstąpić do Legionów Polskich w Austro-Węgrzech. Służył w 5. Pułku Piechoty III Brygady Legionów Polskich. W 1917 po kryzysie przysięgowym internowany razem ze swym pułkiem w Zegrzu koło Warszawy. Dzięki pomocy rodziny odzyskał wolność, jednak pod warunkiem wstąpienia do C-K Armii jako jednoroczny ochotnik (po ojcu pochodzącym z zaboru austriackiego miał obywatelstwo austro-węgierskie). Wysłany na front włoski. W 1918 uzyskał skierowanie do szkoły oficerskiej piechoty w Opawie. Przedtem uzupełnił lukę w wykształceniu, uzyskując w Krakowie świadectwo dojrzałości. Szkołę oficerską opuścił w stopniu chorążego. Po ogłoszeniu przez Polskę niepodległości wstąpił do 5. Pułku Ułanów Zasławskich, z którym w stopniu starszego ułana z cenzusem brał udział w odsieczy Lwowa i walkach z Ukraińcami pod Kowlem. W wojnie polsko-bolszewickiej Panczakiewicz był już w stopniu podchorążego zastępcą dowódcy kolumny samochodowej w dyspozycji 5. Armii gen. Władysława Sikorskiego.
Po zakończeniu wojny krótko w 1922 pracował jako kreślarz w pracowni architektonicznej ojca, jednak niebawem udał się na studia do Paryża, gdzie w 1926 ukończył Wyższą Szkołę Lotniczą i Konstrukcji Mechanicznych (Ecole Supérieure d’Aéronautique et de Constructions Mécaniques) i Szkołę Inżynierską (École d’Ingénieurs Civiles) oraz kilkumiesięczne kursy ekonomiczne w Wyższej Szkole Handlowej (École des Hautes Études Commerciales). W czasie studiów w 1924 był w Polskiej Misji Wojskowej w Paryżu kontrolerem jakości zamówionego przez armię sprzętu lotniczego.
W 1927 Panczakiewicz podjął pracę w Centralnych Warsztatach Samochodowych (CWS), od razu na stanowisku szefa nadwoziowni, jako jej najmłodszy pracownik. W ekspresowym tempie, już w okresie jego przygotowania do produkcji, zaprojektował nadwozie pierwszego produkowanego seryjnie polskiego samochodu osobowego CWS T-1. Do 1930, kiedy podjęto decyzję o zaprzestaniu produkcji, był autorem projektów powstających w całym okresie produkcji odmian nadwoziowych torpedo, kareta, berlina i faux-cabriolet a także rozwojowej wersji CWS T-8 i mniejszego T-2. Również sanitarka, ambulans pocztowy i półciężarówka na bazie T-1 oraz nadwozie sportowe T-8 zostały zaprojektowane przez Panczakiewicza. W latach 1932–1933 podróżował po krajach Europy Zachodniej, gdzie zapoznał się z osiągnięciami w dziedzinie budowy nadwozi. Od 1934 pracował w Biurze Studiów Państwowych Zakładach Inżynierii (PZInż), gdzie kierował wydziałem nadwozi. Do wybuchu II wojny światowej zaprojektował m.in. nadwozia autobusu turystycznego na podwoziu Fiata 621R, PZInż Zawrat, streamlineową karoserię limuzyny Lux-Sport, szoferki kołowych ciągników artyleryjskich PZInż 342 i PZInż 343 oraz samochodów ciężarowych, w tym wagonową kabinę kierowcy 3,5-tonowej ciężarówki PZInż 713. Współdziałał w tworzeniu architektury nadwozia wszystkich typów motocykli Sokół. Opracował także nadwozie wózka bocznego CWS M111/Sokoła 1000.

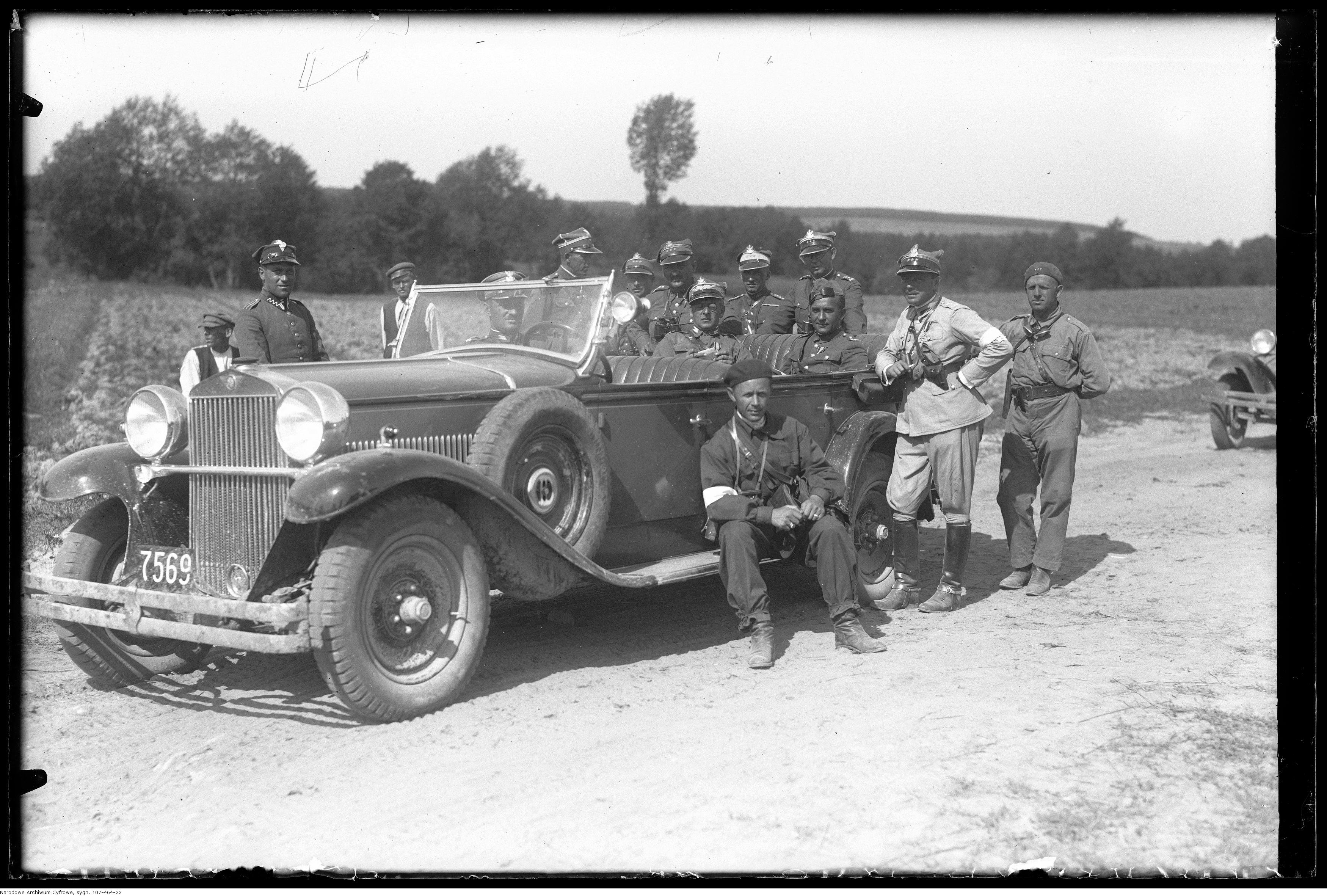
CWS T-1
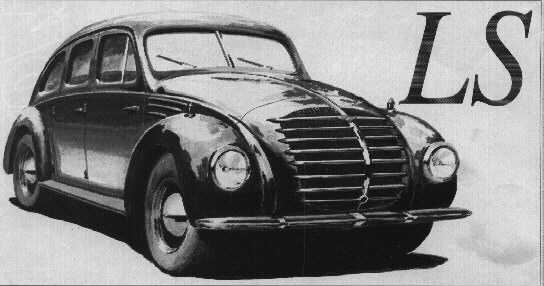
PZInż 403 Lux-Sport
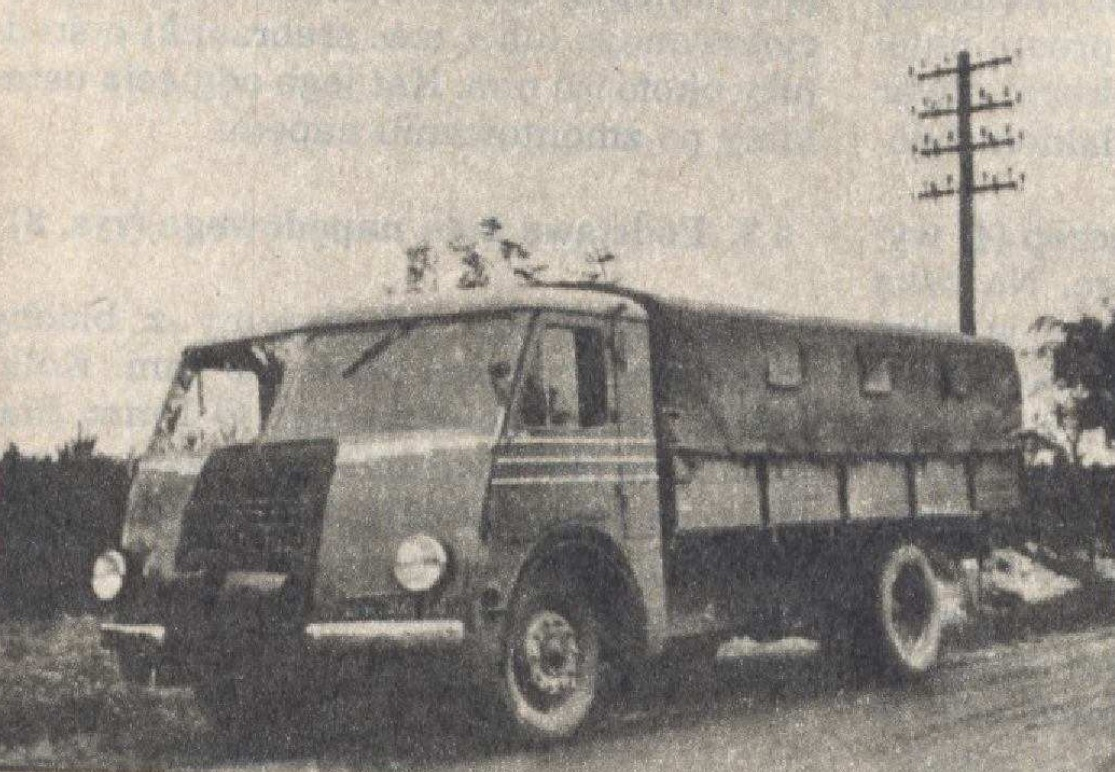
Samochód ciężarowy PZInż 713 z kabiną wagonową
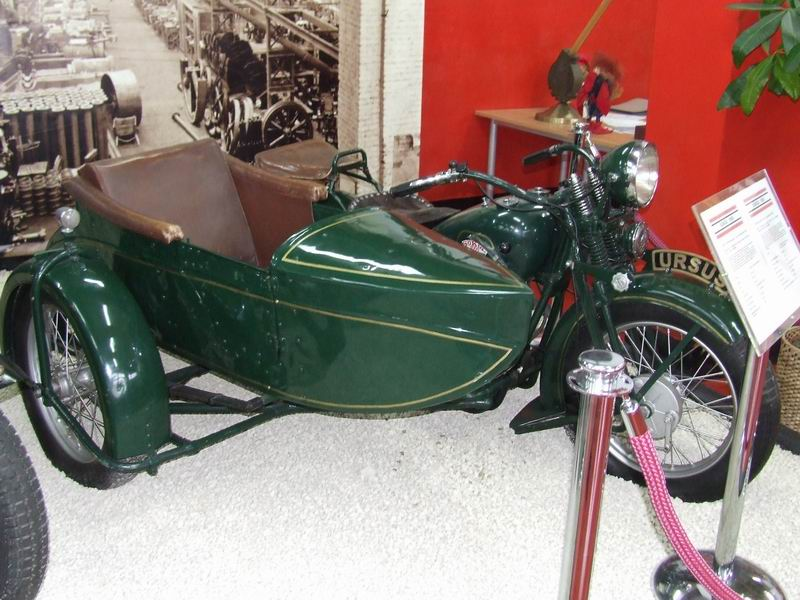
Motocykl Sokół 1000 M111 z wózkiem bocznym projektu Panczakiewicza

Po wybuchu II wojny światowej w kampanii wrześniowej ewakuowany z załogą i zasobami PZInż na wschodnie tereny kraju. Po zakończeniu działań wojennych wrócił do stolicy. W czasie okupacji niemieckiej prowadził skład papierniczy unikając pracy w branży motoryzacyjnej na rzecz najeźdźcy. Działał w konspiracji, był żołnierzem Kedywu AK w stopniu porucznika (pseudonim Bończa). W powstaniu warszawskim odcięty od macierzystej jednostki, przekazał ukrytą broń lokalnemu oddziałowi, sam walczył na Mokotowie. Po upadku powstania przetrzymywany w  obozach jenieckich, z niewoli udało mu się uciec.
18 stycznia 1945 Panczakiewicz powrócił do Warszawy i współorganizował uruchomienie po wojnie Szkoły Wawelberga, gdzie zainaugurował także pierwszy cykl wykładów. Po krótkim okresie pracy w instytucjach państwowych na początku 1947 objął stanowisko kierownika działu nadwozi w Centralnym Biurze Technicznym Przemysłu Mmotoryzacyjnego (CBTPM), przemianowanym później na Centralne Biuro Konstrukcyjne Nr 5 (CBK 5) a następnie - Biuro Konstrukcyjne Przemysłu Motoryzacyjnego (BKPMot.), którą pełnił do 1968.
Był współtwórcą pierwszego powojennego samochodu ciężarowego Star 20. Zespół konstruktorów 3,5-tonowej ciężarówki złożony był w większości z byłych pracowników Biura Studiów PZInż, którzy w latach 30. uczestniczyli w pracach nad serią samochodów ciężarowych PZInż 703, 713 i 723. Autorem ogólnej koncepcji, projektu ramy i zawieszenia był Mieczysław Dębicki. Przeniesienie napędu powstało pod kierunkiem Jerzego Wernera a silnik – Jana Wernera. Badania hamowniane i drogowe zorganizował i kierował nimi Aleksander Rummel. Panczakiewicz zaprojektował kabinę N20 i skrzynię ładunkową. Zespół konstruktorów otrzymał w 1950 za opracowanie samochodu Państwową Nagrodę Naukową.
W latach 1947–1948 w zakładach WSK Mielec wytwarzano skarosowany według projektu Panczakiewicza autobus Leyland LOPS3/1, w oparciu o ramę i silnik Leyland Motors. W Sanockiej Fabryce Wagonów „Sanowag” od 1950 montowano też autobus Fiat 666RN oparty na włoskiej ramie wyposażonej w silnik z produkowaną na miejscu karoserią zaadaptowaną przez Panczakiewicza z oryginalnego projektu do możliwości fabryki. Pod koniec 1951 na obniżonej i przedłużonej wersji podwozia Stara 20 został zbudowany prototyp autobusu Star N50 według jego projektu. Rok później ruszyła w „Sanowagu” produkcja autobusu Star N52 powstałego w wyniku dopracowania wersji prototypowej i w zmienionym designie.
W 1954 Panczakiewicz wszedł w skład zespołu kierowanego przez Karola Pionniera, szefa Działu Głównego Konstruktora Fabryki Samochodów Osobowych (FSO), który miał zaprojektować samochód popularny. Na wczesnym etapie przedsięwzięcia, które doprowadziło do zaprojektowania samochodu Syrena, zbudowano dwa konkurujące ze sobą przedprototypy o różnych stylizacjach i konstrukcjach nadwozi. Wynikało to z konfliktu wewnątrz zespołu pomiędzy Panczakiewiczem, mającym bogate, jeszcze przedwojenne, doświadczenie w konstrukcjach metalowo-drewnianych a młodym inżynierem z FSO – Stanisławem Łukaszewiczem, zorientowanym w konstrukcji samochodu Warszawa, postulującym nadwozie całkowicie metalowe. Tzw. Syrena II przygotowana w 1954 roku przez Łukaszewicza wykorzystywała elementy nadwozia Warszawy i była opracowana technologicznie z myślą o produkcji wielkoseryjnej. Konkurujące auto Panczakiewicza miało nadwozie oparte na szkielecie drewnianym, pokryte panelami pilśniowymi i wykorzystywało mniej podzespołów z Warszawy, było jednak lepsze stylistycznie. Pionnier pogodził inżynierów dwóch pokoleń wybierając stylizację Panczakiewicza i zlecając Łukaszewiczowi opracowanie jej konstrukcji w nowocześniejszej technologii.
Projektant był także autorem stylizacji szoferki K26 prototypu samochodu Star 25 (1956), która mimo nowoczesnej stylizacji nie weszła do produkcji seryjnej oraz bazującego na wydłużonej i obniżonej ramie oraz napędzie samochodu Żubr A80 nadwozia 48-osobowego autobusu Odra A81 (1957), który również pozostał prototypem. Był przeciwnikiem zamówienia w 1958 nowej stylizacji Warszawy we włoskiej firmie Carrozzeria Ghia. Przedstawił rysunki dwóch własnych propozycji unowocześnienia (według mody amerykańskiej i europejskiej) nadwozia samochodu. W artykułach w prasie motoryzacyjnej wyrażał zdziwienie, że zadania zaprojektowania nowego nadwozia Warszawy nie powierzono krajowym projektantom, sugerując że to właśnie on mógłby się go podjąć.

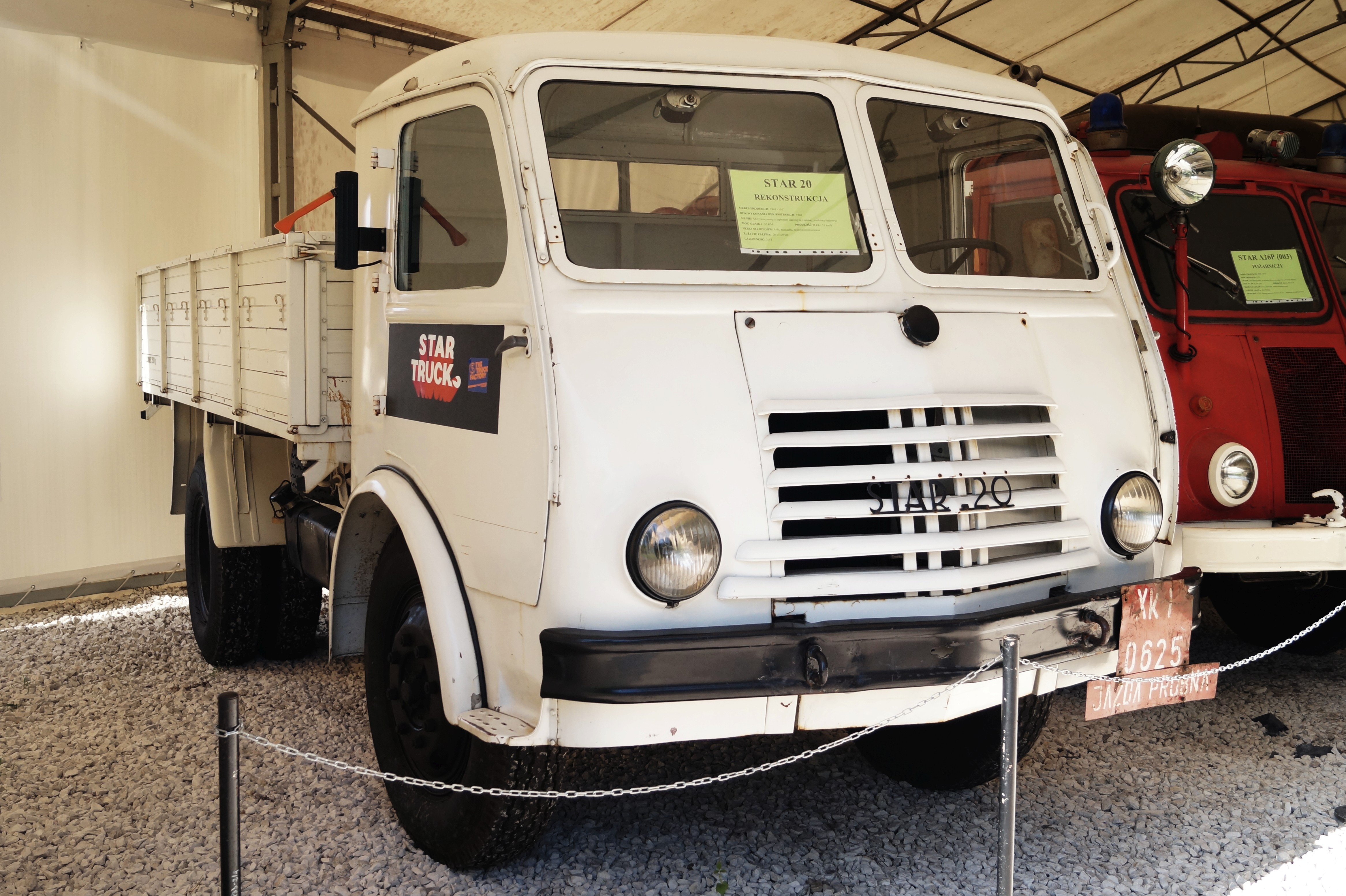
Samochód ciężarowy Star 20
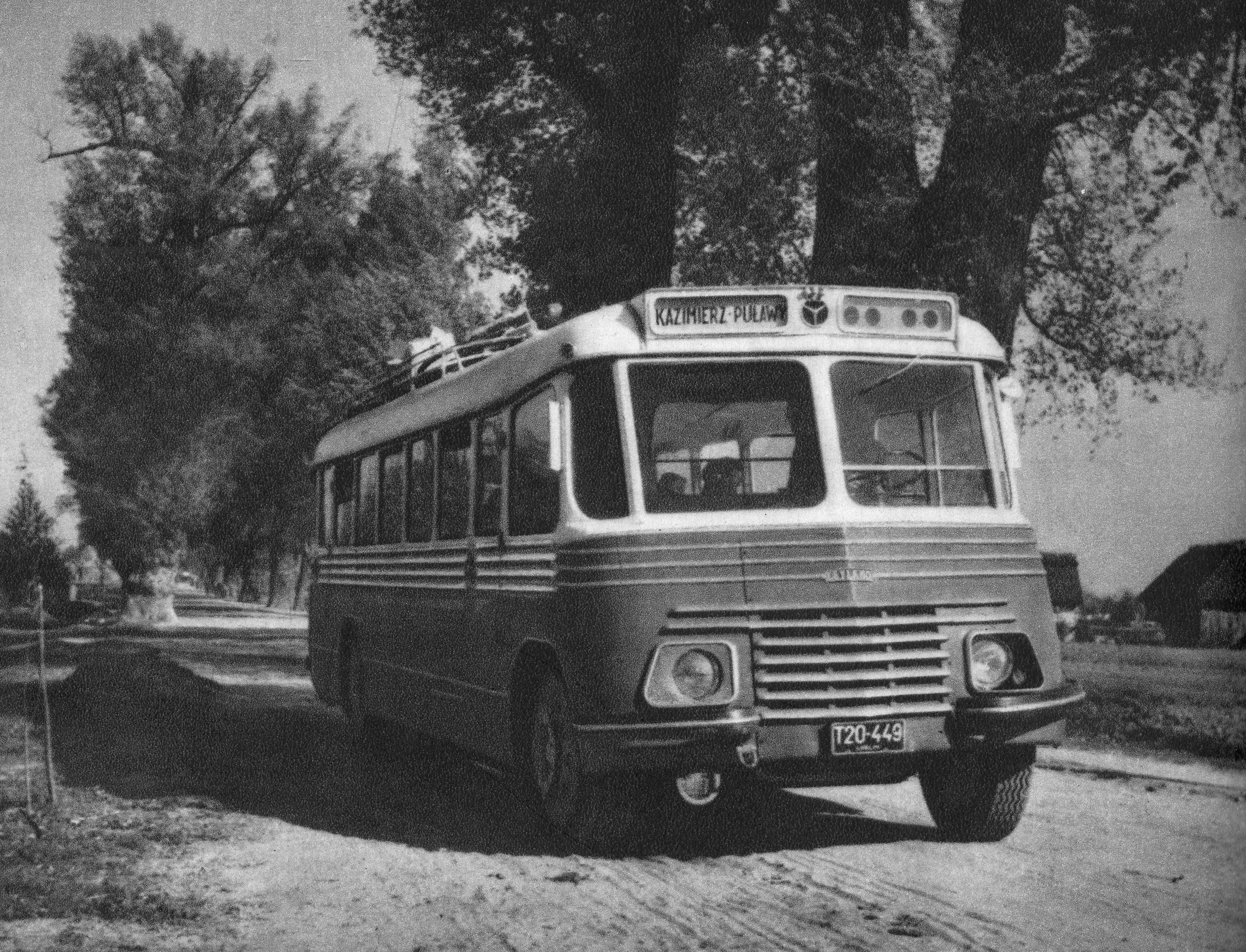
Autobus na podwoziu Leyland LOPS 3/1
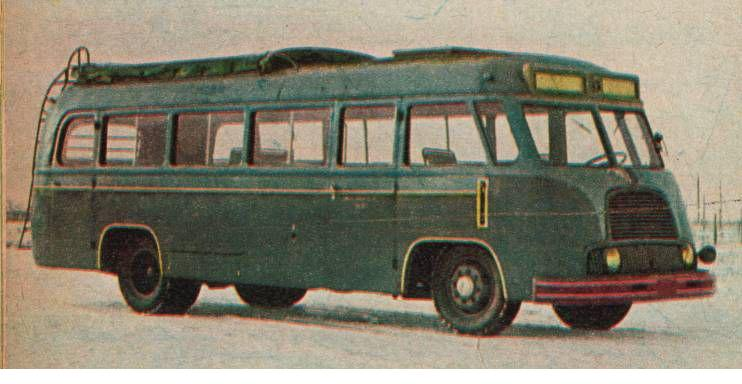
Autobus Star N52
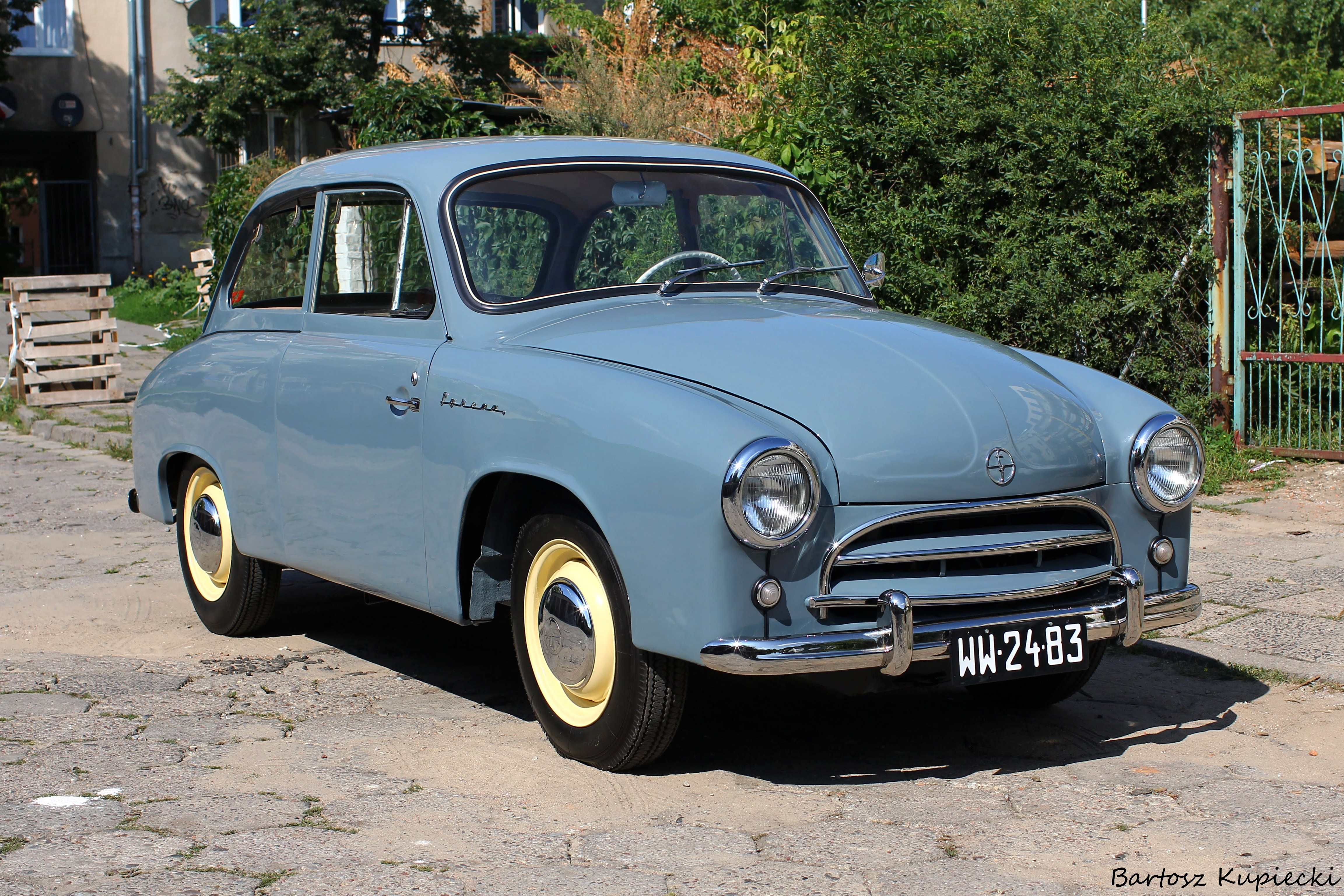
FSO Syrena

## Rodzina
Był synem Ludwika Panczakiewicza (1873-1935), warszawskiego architekta i przedsiębiorcy budowlanego. Zmarł nagle 8. lipca 1982 roku w Warszawie. Pochowany na cmentarzu Powązkowskim (kwatera 100-6-20/21).